# قلعة قيار
قلعة قيار هي قلعة تاريخية في محافظة الداير بني مالك بمنطقة جازان جنوب المملكة العربية السعودية.

## البناء
اختلف في تقدير بناء القلعة و تعددت الأقوال، منها ما استدل على عدم وجود مسجد بالقلعة بأن تاريخها يعود لما قبل الإسلام ، بينما نمط البناء فيها يمكن نسبته إلى الفترة التاريخية ما بين 1000 و 3000 عام.

## الوصف
استخدم المبنى للسكن و الدفاع و التجارة والتخزين وذلك لوجود مخازن للحبوب في المبنى تحفظ المخزون الغذائي للسكان لفترة طويلة. بنيت القلعة من حجارة استخرجت من نفس الموقع و تتكون من عدة أبراج و بطول 9 أدوار، اتصفت هندسة الموقع بالمتانة والقوة حيث ضربت عدة زلازل المنطقه آخرها كان عام 1395 هـ بقوة 6 درجات على مقياس ريختر إلا أن القلعة صمدت ضد الأضرار والانهيار.

## الوضع الحالي
تهدمت بعض أجزاء القلعة بعد هجرة سكانها لها منذ عهد قريب، حيث غادرها آخر سكانها عام 1410 هـ وكانت أحد أسر قبيلة آل الزغلي من بني مالك الخولانية القضاعية بعد انتقال أفرادها إلى المدن للدراسة والعمل.